# Hedvallen (naturreservat)
Hedvallen är ett naturreservat i Arvidsjaurs kommun i Norrbottens län.
Området är naturskyddat sedan 1997 och är 0,7 kvadratkilometer stort. Reservatet omfattar ett område med sjöar, myrar och skog som använts som sommarviste och kalvmärkningsplats. Reservatets skog består av grova tallar och granar.